# NGC 806/1
NGC 806/1 је спирална галаксија у сазвежђу Кит која се налази на NGC листи објеката дубоког неба. Удаљена је приближно 166 милиона светлосних година од Земље. Открио ју је француски астроном Луис Свифт 1. новембра 1886.
Деклинација објекта је - 9° 55' 58" а ректасцензија 2h 3m 31,2s. Привидна величина (магнитуда) објекта NGC 806 износи 14,1 а фотографска магнитуда 14,8. NGC 8061 је још познат и под ознакама MCG -2-6-21, KUG 0201-101, IRAS 02010-1010, PGC 7835.

## Интеракција са галаксијом NGC 806/2 (PGC 3100716)
NGC 806/1 и спирална галаксија PGC 3100716 чине пар галаксија које се налазе у гравитационој интеракцији. Ове галаксије се налазе или у процесу судара, или су резултат раније колизије.
Галаксија PGC 3100716 није била укључена у оригиналну верзију Новог општег каталога, па је додата касније под називом NGC 806/2.